# Maison Breuer
La maison Breuer  appelée aussi maison Lem est un immeuble classé de la ville et commune de Herstal en Belgique (province de liège). 

## Localisation
Le bâtiment se situe sur la place Coronmeuse, au no 26. L'immeuble est construit sur le territoire de la ville de Herstal alors que le trottoir et la partie en contrebas du pignon occidental font partie du territoire de la ville de Liège. Cette place possède quelques autres édifices remarquables parmi lesquels la maison Gosuin aux nos 19 à 23 ainsi que les maisons voisines sises aux nos 17 et 18.

## Historique
Cette maison existait déjà au XVIIe siècle et s'est appelée la maison Lem, du nom des propriétaires en 1700. mais la façade a été complètement reconstruite en 1765
Sous la corniche, le long des cinq travées, la maison est millésimée par des bas reliefs en chiffres romains : AN MD CCL XV NO .

## Description
La façade de l'immeuble est bâtie dans le style néo-classique exclusivement en pierre bleue (pierre calcaire équarrie). La maison symétrique à double corps possède une façade de cinq travées et trois niveaux dégressifs (deux étages) sous une toiture en ardoises comprenant deux lucarnes cintrées et deux cheminées coiffées d’épis de faîtage et de girouettes. La façade en pierre bleue sculptée est ornée de motifs décoratifs de style Louis XIV, de châssis à petits bois et deux garde-corps en fer forgé placés au premier étage des deuxième et quatrième travées. Tous les linteaux sont bombés. La porte d'entrée axiale et accessible via un seuil en pierre bleue est surmontée d'une imposte à petits bois aux rayons ondulés. Le pignon occidental est construit en brique.

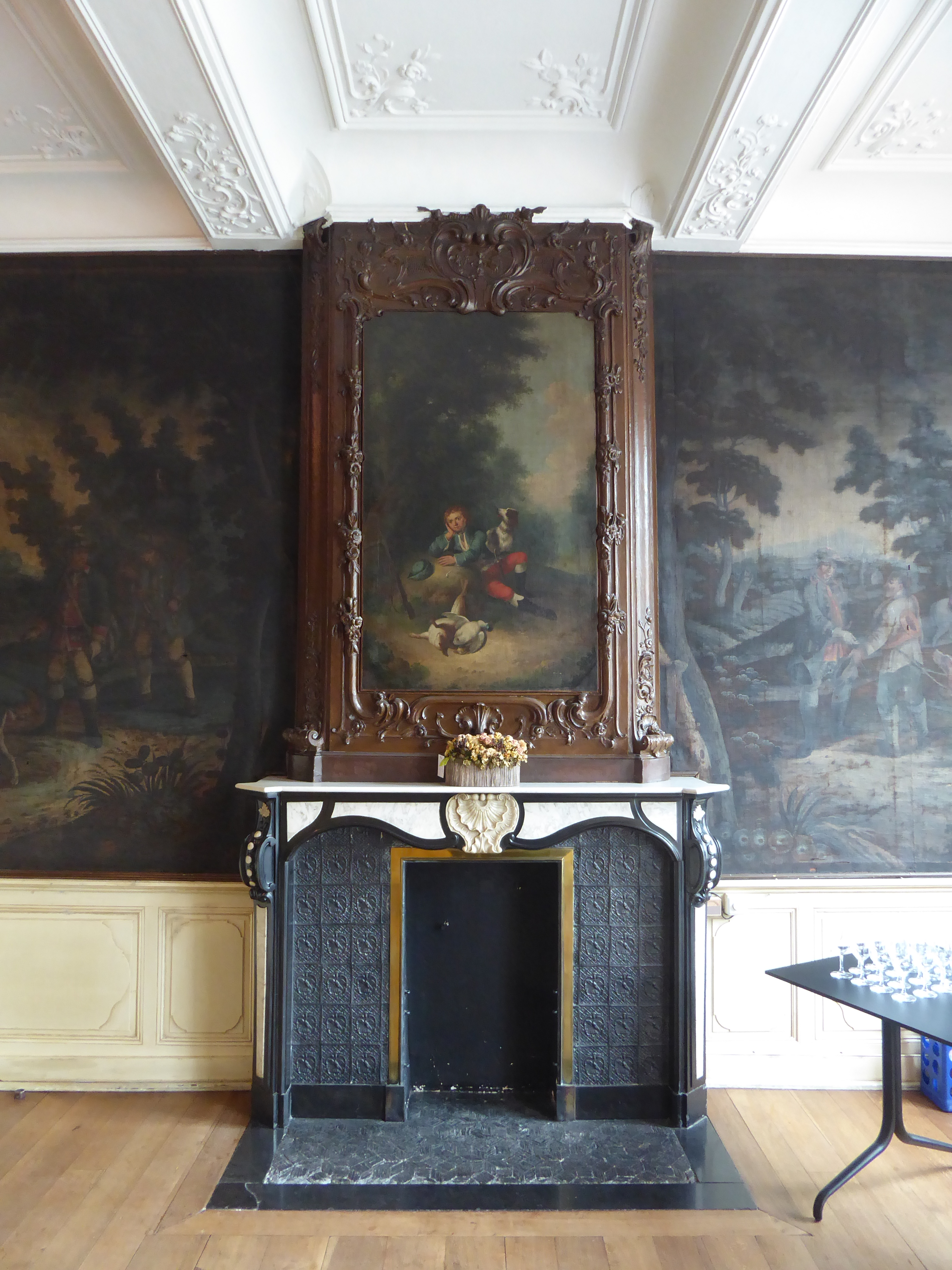
Cheminée du salon du premier étage de la Maison Breuer

## Classement
La maison Breuer, place Coronmeuse, n°26 est reprise sur la liste du patrimoine immobilier classé de Herstal depuis le 28 mai 1973
.

### Source et lien externe
- Inventaire du Patrimoine immobilier culturel